# Esoteric Romance
Esoteric Romance (Esoteric Romance?) è il terzo album della rock band visual kei giapponese Vidoll. È stato pubblicato il 25 marzo 2009 dalla label major Nippon Crown.
Esistono due edizioni dell'album: una normale con custodia jewel case, ed una speciale in edizione limitata con custodia jewel case, cover diversa, booklet fotografico di 24 pagine e DVD extra.

## Tracce
Tutti i brani sono testo e musica di Jui, tranne dove indicato.

Dopo il titolo è indicata fra parentesi "()" la grafia originale del titolo, eventuali note sono riportate dopo il punto e virgola ";".
1. Cryptic Tokyo (Cryptic Tokyo?) - 3:30
2. Maimu (舞夢〜マイム〜?) - 3:48
3. Blue star (Blue star?) - 4:46
4. Dying message (Dying message?) - 4:11 (Jui - Shun)
5. Puzzle ring (Puzzle ring?) - 4:33
6. Cherry (Cherry?) - 3:15 (Jui - Giru)
7. Replay button (Replay button?) - 4:04 (Jui - Rame)
8. Built on sand ~Ichiaku no suna~ (Built on sand〜一握の砂〜?) - 4:49 (Jui - Shun)
9. Love affair (Love affair?) - 3:55 (Jui - Johannes Brahms, Jui)
10. Dreamboat (Dreamboat?) - 4:16 (Jui - Rame)
11. Togaru ai (尖る愛?) - 3:22 (Jui - Rame)
12. Beautiful minors (Beautiful minors?) - 4:12; bonus track presente solo nell'edizione normale dell'album

### DVD
1. Cryptic Tokyo (Cryptic Tokyo?); videoclip
2. Contenuti speciali

## Singoli
- 02/07/2008 - Blue star
- 06/07/2008 - Togaru ai
- 10/12/2008 - Maimu
- 18/02/2009 - Puzzle ring

## Formazione
- Jui - voce
- Shun - chitarra
- Giru - chitarra
- Rame - basso
- Tero - batteria, pianoforte